# 손경수 (야구인)
손경수(孫京洙, 1973년 ~ 2016년)는 KBO 리그 야구 선수의 투수였다.

## 선수 경력
경기고등학교 시절 전통적 약체였던 팀을 일약 전국 정상급 반열에 올려놓으며 임선동, 조성민과 함께 '고교 우완 3인방'으로 손꼽혔다. 3학년 때인 1991년 5월 대통령배 전국고교야구대회에서 강호 부산고에 12탈삼진 완투승을 거두는 등 1년 후배 좌완 투수 김영수와 함께 경기고를 사상 처음 전국 4강에 올려놓는 쾌거를 이루었다. 8월 봉황대기에서는 춘천고 상대로 7이닝 9탈삼진 무사사구 비공식 퍼펙트 게임을 달성하며 다시 한번 주목받았다.
1991년 당시 공주고 박찬호, 대전고 정민철, 경남상고 차명주, 부산고 염종석, 광주일고 박재홍, 대구상고 전병호, 인천고 최원호 등 소위 '92학번' 전국구 스타 투수들이 대거 등장하였는데 그 틈바구니 속에서 휘문고 임선동, 신일고 조성민과 함께 트로이카 체제를 구축하며 프로와 대학 스카우트들에게 큰 주목을 받았다. 1992년 프로 신인 드래프트에서 임선동에 이어 1차 2순위로 OB 베어스에 지명되어 계약이 유력시 되었으나, 계약금 5억의 요구조건을 좁히지 못해 협상이 결렬되어 반대급부로써 계약금과 장학금을 동시에 제안한 홍익대학교로 진로를 급선회했다.
홍익대 1학년 때인 1992년 4월 춘계리그 8강전 고려대와의 경기에서 예선 14타자 연속 탈삼진 대기록을 세웠던 4학년  이상훈과 불꽃튀는 투수전을 벌이는 등 1학년임에도 대학 리그 초반 좋은 모습을 보이며 팀 에이스로 단숨에 부상하였다. 또한 6월에는 '92학번 동기' 임선동, 조성민, 전병호, 차명주와 함께 대학 대표팀에 선발되어 7월 미국 동부 지역에서 개최된 한·미 야구선수권대회에 출전하였다. 제이슨 지암비, 노마 가르시아파라, 제이슨 베리텍, 찰스 존슨 등 메이저 리그 예비 슈퍼스타들로 구성된 미국 타선에 맞서 1차전 4회말 선발 신재웅에 이어 구원 등판하여 2⅓이닝 6피안타 3실점하였으며 3차전에서는 8회말 구원 등판하여 1이닝 2피안타 1실점을 기록하였다.
2학년 때인 1993년에도 국가대표 상비군에 포함되어 대륙간컵, 유니버시아드 국가대표 선발이 기대되었지만 어려운 가정사에 연이은 숙소 이탈 문제까지 겹치면서 학교 측과 갈등의 골이 점점 깊어졌다. 그해 10월 열린 제48회 전국대학야구선수권대회에서 최상덕, 문희성, 정경배 트리오의 맹활약으로 홍익대가 창단 6년만에 전국 대회 첫 우승을 차지하던 현장에도 모습을 보이지 않았다. 결국 아버지의 교통사고로 인한 생계곤란을 이유로 홍익대에 자퇴서를 제출하고 프로 지명팀 OB 베어스 입단을 시도하지만, 홍익대는 불성실한 선수 생활 등을 거론하며 자퇴서를 수리하지 않았다. '불미스러운 일로 대학을 중퇴한 선수는 2년간 프로 등록 불가'의 규정이 존재했지만, 2년 징계 해제 시점과 홍익대 졸업 시점이 1996년으로 동일하다는 OB측의 계산 하에 1993년 12월 계약금 7,800만 원, 연봉 1,200만 원에 입단 계약을 체결하고 다음날 선수 등록을 완료하였다. 홍익대 측은 이를 '선수 가로채기'로 간주, '공적 약속인 프로-아마협정서를 정면으로 위배하였기에 항의 차원에서 야구부 해체까지 검토할 것'이라며 강력하게 반발하였다.
그러나 간염 증세가 악화된데다 아버지마저 세상을 떠나면서 훈련 이탈의 악순환이 지속적으로 반복됐다. 결국 1군 마운드에 단 한 번도 오르지 못한 채 1995년 말 선수생활 포기 의사를 구단에 밝혀 11월 15일 임의탈퇴 처리되었다. 이후 다시 두산 팀에 테스트 요청을 하였지만 끝내 합류하지 못하고 영원히 야구계를 떠났다.

## 은퇴 후
이후 주류 야구계와의 인연을 완전히 끊고 생활을 하였기 때문에 근황에 대한 온갖 억측들이 온라인상에서 난무하였지만, 요식업에 종사하다 대전에서 스포츠 용품 및 레슨장을 운영하며 생계를 영위하였고 간간히 리틀 야구단과 사회인 야구단에서 지도자 역할도 수행한 것으로 확인되었다. 그러나 지병인 간염을 이겨내지 못한 채 2016년 조용히 세상을 떠났다.

## 출신학교
- 서울방배초등학교
- 경원중학교
- 경기고등학교
- 홍익대학교 (중퇴)